# Ludwig von Mises
Ludwig Heinrich Edler von Mises (ur. 29 września 1881 we Lwowie, zm. 10 października 1973 w Nowym Jorku) – austriacki ekonomista pochodzenia żydowskiego. Brat matematyka Richarda von Misesa.
Przedstawiciel szkoły austriackiej w ekonomii, w poglądach na gospodarkę reprezentował stanowisko leseferystyczne. Twierdził, że niemożliwe jest racjonalne funkcjonowanie gospodarki planowej. Stanowisko to wywołało w okresie międzywojennym szeroką dyskusję teoretyczną (Maurice Dobb, Oskar Lange).

## Życiorys

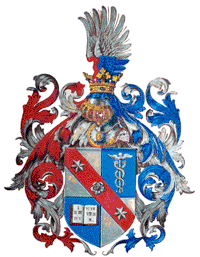
Herb pradziada Ludwiga von Misesa, Mayera Rachmiela Misesa, który otrzymał tytuł szlachecki w 1881 roku od cesarza Franciszka Józefa I

Urodził się 29 września 1881 w domu nr 13 przy ulicy Jagiellońskiej we Lwowie, w żydowskiej rodzinie Artura i Adeli (z domu Landau) Edler von Misesów. Ojciec Ludwiga był absolwentem Politechniki w Zurychu. Potem pracował w austriackim Ministerstwie Kolei jako inżynier. Ludwig był najstarszym z trójki chłopców. Jeden z braci umarł w dzieciństwie, natomiast Richard został znanym matematykiem.
W latach 1892–1900 Ludwig von Mises uczęszczał do prywatnej szkoły podstawowej we Lwowie. Otrzymał tam klasyczne wykształcenie, dodatkowo wzbogacone kulturą galicyjskiej stolicy. Przed ukończeniem dwunastego roku życia von Mises obyty był w piśmie niemieckim, łacińskim, cyrylicy, grece oraz hebrajskim. Władał przy tym także językiem polskim i francuskim oraz rozumiał po ukraińsku[niewiarygodne źródło?]. Po ukończeniu szkoły podstawowej kontynuował edukację w stolicy cesarstwa, Wiedniu, gdzie uczęszczał do publicznego gimnazjum, zaś w 1900 rozpoczął studia na Uniwersytecie Wiedeńskim. W 1903 umarł jego ojciec.
20 lutego 1906 otrzymał stopień doktora prawa kanonicznego i rzymskiego na tymże uniwersytecie. Uniwersytet Wiedeński nie miał wtedy katedry ekonomicznej. Jedynym sposobem studiowania ekonomii były studia prawnicze. Prawdopodobnie od 1904 do 1914 uczęszczał także na seminaria Eugena von Böhm-Bawerka. W 1910 zakończył trzyletnią obowiązkową służbę wojskową, składającą się z trzech czterotygodniowych okresów, po jednym na każdy rok służby.
W 1913 został zatrudniony jako privatdozent (nieopłacany wykładowca) na Uniwersytecie Wiedeńskim.
Podczas pierwszej wojny światowej został wcielony do wojska. Opuścił Wiedeń latem 1914, by udać się na wojnę tego samego dnia i tym samym pociągiem, którym planował wyruszyć, by prowadzić seminarium na Śląsku. Był kapitanem w austro-węgierskiej artylerii konnej, początkowo na froncie wschodnim w Karpatach, Rosyjskiej Ukrainie i Krymie. W późniejszym etapie wojny pracował nad problemami ekonomicznymi w Sztabie Generalnym w Wiedniu.
Po wojnie został dyrektorem austriackiego Urzędu Reparacji Wojennych Ligi Narodów (do 1920).
W 1919 powrócił na Uniwersytet Wiedeński jako privatdozent. 18 maja 1918 otrzymał tytuł profesora nadzwyczajnego. Po pierwszej wojnie światowej Mises pomógł w odnowie Społeczeństwa Ekonomicznego, wydawcy kwartalnika „Zeitschrift fur Nationalökonomie”. Aktywny członek Stowarzyszenia na rzecz Polityki Socjalnej (do 1933). W 1926 występował z wykładami na amerykańskich uniwersytetach, które były sponsorowane przez Fundację Laury Spelman Rockefeller.
W latach 1920–1934 prowadził prywatne seminarium w swoim biurze w co drugi piątkowy wieczór. Uczestniczyli w nim doktorzy uniwersyteccy i goście, jedynie za zaproszeniem.
Założony przez Misesa Austriacki Instytut Badań Cykli Koniunkturalnych rozpoczął pracę 1 stycznia 1927. Mises został jego wiceprezesem wykonawczym. F. A. Hayek był kierownikiem do roku 1931, gdy wyemigrował do Londynu, stanowisko to przejął Oskar Morgenstern.
Przebywał w Stanach Zjednoczonych na Kongresie Międzynarodowej Izby Handlu (1931).
6 lipca 1938 wziął ślub z Margit Sereny w Genewie.
W 1940 wyemigrował do Stanów Zjednoczonych, przybył do Nowego Jorku 2 sierpnia.
W lutym 1942 rozpoczął dwumiesięczny kontrakt w Meksyku jako profesor wizytujący na Narodowym Uniwersytecie Meksyku i Narodowej Szkole Ekonomii.
Po sześciu latach od przybycia do USA otrzymał obywatelstwo amerykańskie. Od 26 lipca do 4 września tego samego roku wyruszył do Meksyku jako profesor wizytujący i prowadził wykłady w szkole ekonomicznej Meksykańskiego Związku Kulturalnego.
W latach 1946–1973 był doradcą Foundation for Economic Education.
Wraz z F. A. Haykiem przyczynił się do założenia Stowarzyszenia Mont Pelerin, międzynarodowej społeczności biznesmenów, ekonomistów, intelektualistów (1947).
W 1949 znów został zaproszony do Szkoły Ekonomicznej Meksykańskiego Związku Kulturalnego, w której prowadził wykłady od 30 lipca do 28 sierpnia. W tym roku został też wydany jego traktat ekonomiczny – Human Action.
Od 31 marca do 16 kwietnia 1950 podróżował z wykładami po Peru na zaproszenie Pedro Beltrána, prezesa Banco Central de Reserve [Centralnego Banku Rezerw].
W 1953 zmarł jego brat Richard.
Od stycznia 1954 do kwietnia 1955 roku pracował jako doradca Krajowego Związku Producentów (NAM).
W czerwcu 1959 przybył do Buenos Aires na zaproszenie Centrum Promocji Wolnej Ekonomii (później Centrum Studiów nad Wolnością). Dał tam sześć odczytów, opublikowanych pośmiertnie jako Polityka ekonomiczna: Rozważania na dziś i jutro.
20 października 1962 nagrodzony Austriacką Odznaką Honorową za Osiągnięcia Naukowe i Artystyczne w wyróżnieniu jego wybitnej działalności jako nauczyciela i wykładowcy oraz za jego prace o uznaniu międzynarodowym w dziedzinach nauki politycznej i ekonomii.
5 czerwca 1963 przyznano mu honorowy doktorat prawa na Uniwersytecie w Nowym Jorku za ukazanie filozofii wolnego rynku i obronę wolnego społeczeństwa.
28 lipca 1964 uzyskał honorowy tytuł Doctor Rerum Politicarum (Doktora Nauk Politycznych) Uniwersytetu we Fryburgu Bryzgowijskim.
10 października 1973 Mises zmarł w Szpitalu Świętego Wincentego w Nowym Jorku.

### Poglądy
Mises przed II wojną światową był zwolennikiem rządów opartych na liberalizmie polityczno-gospodarczym, a zarazem wrogiem rządów socjaldemokratycznych. Oskarżał niemieckich i austriackich socjaldemokratów o zniszczenie państwa austro-węgierskiego. Pisarzy takich, jak Émile Zola, Charles Dickens oraz H.G. Wells postrzegał jako „agentów socjalizmu”. Nawoływał do likwidacji związków zawodowych.
Był niechętny nurtowi feministycznemu, uznając feminizm za zaprzeczenie naturalnego porządku płci: „To nie małżeństwo sprawia, że kobieta jest poddana wewnętrznej niewoli, ale fakt, że jej seksualny charakter wymaga poddania się mężczyźnie, a miłość do męża i dzieci pochłania jej najlepsze siły”. Zdaniem Misesa feminizm ma sens tylko wtedy, gdy ogranicza się do zrównania praw kobiet i mężczyzn w rozumieniu myśli liberalnej; jeżeli próbuje znieść różnice płciowe, staje się „duchowym dzieckiem socjalizmu”.

## Spuścizna
Mises wywarł fundamentalny wpływ na gwałtowny rozwój myśli paleokonserwatywnej w Stanach Zjednoczonych. Instytut jego imienia zrzesza osoby o poglądach wolnorynkowych; do jego wpływów przyznawali się m.in. Murray Rothbard, Patrick Buchanan, Richard B. Spencer, a jego poglądy (zwłaszcza dotyczące konieczności demontażu państwa na rzecz wolnego rynku) do amerykańskiego mainstreamu weszły za sprawą ruchu alt-right.

## Praca naukowa
- 1913–1938 – profesor Uniwersytetu w Wiedniu
- 1934–1940 – Institut Universitaire des Hautes Etudes Internationales w Genewie
- 1945–1969 – Uniwersytet w Nowym Jorku

Główne prace:
- Die Wirtschaftsrechnung im sozialistischen Gemeinwesen (1920) oraz Socialism. An Economic and Sociological Analysis (1922), w której wykazywał, że społeczeństwa socjalistyczne nie mogą osiągnąć racjonalnej alokacji zasobów, gdyż brak w nich prawdziwego systemu cen.
- Nationalökonomie: Theorie des Handelns und Wirtschaftens (1940), znana szerzej w wersji rozszerzonej i przetłumaczonej na język angielski jako Human Action (pol. Ludzkie działanie) w której wskazywał konieczność stosowania prakseologii jako metody nauki ekonomii.

## Wykaz dzieł
- Die Entwicklung des gutsherrlic-bäuerlichen Verhältnisses in Galizien: 1772–1848(1902)
- Theorie des Geldes und der Umlaufsmittel (1912)
  - wydanie angielskie: Theory of Money and Credit (1953)
- Nation, Staat und Wirtschaft: Beiträge zur Politick und Geschichte der Zeit (1919)
  - wydanie angielskie: Nation, State, and Economy: Contributions to the Politics and History of Our Time (1983)
- Die Gemeinwirtschaft: Untersuchungen über den Sozialismus (1922)
  - wydanie angielskie: Socialism: An Economic and Sociological Analysis (1951)
  - wydanie polskie: Socjalizm (tłum. Stefan Sękowski, Arcana 2009)
- Liberalismus (1927)
  - wydanie angielskie: Liberalism or The Free and Prosperous Commonwealth (1962)
  - wydanie polskie: Liberalizm w tradycji klasycznej (tłum. Józef Emil i Helena, Oświaty kaganiec 1989; tłum. J. M. Małek, Arcana 2001)
- Geldwertstabilisierung and Konjunkturpolitik (1928)
  - pierwsze wydanie angielskie: On the Manipulation of Money and Credit(Free Market Books 1978)
  - obecnie stanowi drugą część The Causes of the Economic Crisis, and Other Essays Before and After the Great Depression(Ludwig von Mises Institute 2006)
- Kritik des Interventionismus: Untersuchungen zur Wirtschaftspolitik und Wirtschaftsideologie der Gegenwart (1929)
  - wydanie angielskie: A Critique of Interventionism (1976)
- Die Ursachen der Wirtschaftskrise: Ein Vortag (1931)
  - wydanie angielskie: The Causes of the Economic Crisis (1978)
  - obecnie stanowi trzecią część The Causes of the Economic Crisis, and Other Essays Before and After the Great Depression (Ludwig von Mises Institute 2006)
- Grundprobleme der Nationalökomomie: Untersuchungen über Verfahren, Aufgaben und Inhalt der Wirtschafts – und Gesellschaftslehre (1933)
  - wydanie angielskie: Epistemological Problems of Economics (1960)
- Nationalökonomie: Theorie des Handelns und Wirtschaftens (1940)
- Omnipotent Government: The Rise of Total State and Total War (1944)
- Bureaucracy (1944)
  - wydanie polskie: Biurokracja (tłum. J. Kłos, Instytut Konserwatywno-Liberalny i Fijor Publishing 2005)
- Planned Chaos (1947)
  - wydanie polskie: Planowany chaos (tłum. L. S. Kołek, Instytut Konserwatywno-Liberalny i Fijor Publishing 2005)
- Human Action: A Treatise on Economics (1949)
  - wydanie polskie: Ludzkie Działanie: Traktat o ekonomii (tłum. Witold Fałkowski, Instytut Misesa 2007)
  - Ludzkie Działanie, rozdziały I-III (online)
- Planning for Freedom and Other Essays and Adresses (1952)
- The Anti-Capitalistic Mentality(inne języki) (1956)
  - wydanie polskie: Mentalność antykapitalistyczna (tłum J. M. Małek, Niepodległość 1991; Arcana 2000)
- Theory and History: An Interpretation of Social and Economic Evolution (1957)
  - wydanie polskie: Teoria a historia. Interpretacja procesów społeczno-gospodarczych (tłum. Grzegorz Łuczkiewicz, PWN, 2011)
- The Historical Setting of the Austrian School of Economics (1962)
  - książka została opublikowana po raz pierwszy w hiszpańskim tłumaczeniu jako El Establecimiento Histórico de la Escuela Austriaca de Economía (1962)
  - wydanie angielskie ukazało się w 1969 roku
- The Ultimate Foundation of Economic Science: An Essay on Method (1962)

## Publikacje pośmiertne
- Erinnerungen (1978)
  - wydanie angielskie: Notes and Recollections (1978)
  - wydanie polskie: Wspomnienia (tłum. Stefan Sękowski, Fijor Publishing 2007)
- The Clash of Group Interests and Other Essays (1978)
- Economic Policy: Thoughts for Today and Tomorrow (1979)
  - wydanie polskie: Ekonomia i polityka (tłum. Anna Brzezińska, Fijor Publishing 2006), ISBN 83-89812-20-7
  - Ekonomia i polityka. korespondent.pl. [zarchiwizowane z tego adresu (2011-07-13)]. (online)
- Money, Method, and the Market Process (1990)
- Economic Freedom and Interventionism (1990)
- Interventionism: An Economic Analysis (1998)
  - pierwotnie praca Interventionism: An Economic Analysis stanowiło część Nationalökonomie: Theorie des Handelns und Wirtschaften, jako oddzielna publikacja pojawiła się po raz pierwszy w 1998 roku.
  - wydanie polskie: Interwencjonizm (tłum. Agnieszka Łaska, Jan M. Małek, Arcana 2000, drugie wydanie 2005)
- Individuo, mercato e Stato di dirtto (1998)
- The Political Economy of International Reform and Reconstruction (2000)